# Local Interconnect Network
LIN (amb acrònim anglès Local Interconnect Network) és un protocol de xarxa en sèrie utilitzat per a la comunicació entre components dels vehicles. És un protocol de xarxa sèrie d'un sol cable que admet comunicacions de fins a 19,2 Kbit/s a una longitud de bus de 40 metres. La necessitat d'una xarxa sèrie barata va sorgir a mesura que les tecnologies i les instal·lacions implementades al cotxe van créixer, mentre que el bus CAN era massa car d'implementar per a cada component del cotxe. Els fabricants d'automòbils europeus van començar a utilitzar diferents tecnologies de comunicació en sèrie, la qual cosa va provocar problemes de compatibilitat.

Logo de LIN.

A finals de la dècada de 1990, el Consorci LIN va ser fundat per cinc fabricants d'automòbils (BMW, Volkswagen Group, Audi, Volvo Cars, Mercedes-Benz), amb les tecnologies subministrades (expertesa en xarxes i maquinari) de Volcano Automotive Group i Motorola. La primera versió totalment implementada de la nova especificació LIN (versió LIN 1.3) es va publicar el novembre de 2002. El setembre de 2003, es va introduir la versió 2.0 per ampliar les capacitats i disposar de funcions de diagnòstic addicionals. La LIN també es pot utilitzar a la línia elèctrica de la bateria del vehicle amb un transceptor especial LIN sobre línia elèctrica de CC (DC-LIN). La línia elèctrica LIN sobre DC (DC-LIN) es va estandarditzar com a ISO/AWI 17987-8.

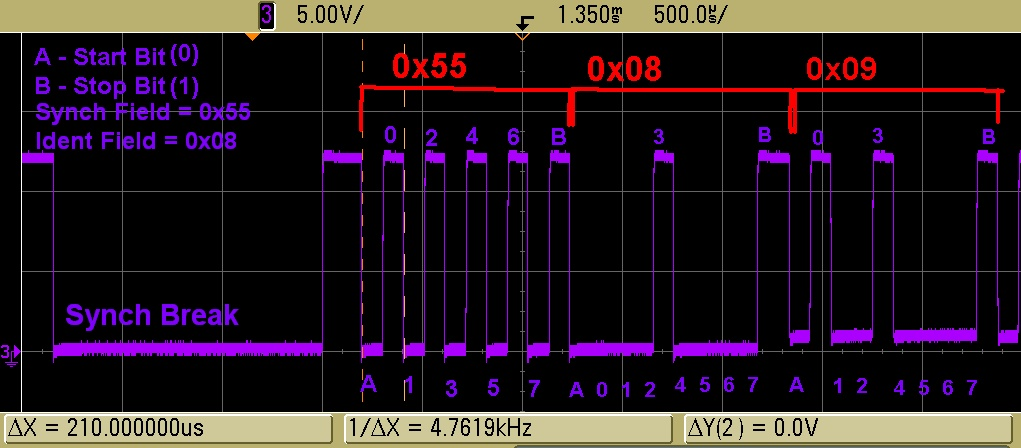
Els primers bytes d'una trama compatible amb LIN.

CAN in Automation ha estat designat pel Consell de Gestió Tècnica ISO (TMB) com a autoritat de registre per a l'ID de proveïdor LIN estandarditzat a la sèrie ISO 17987.

## Topologia de xarxa

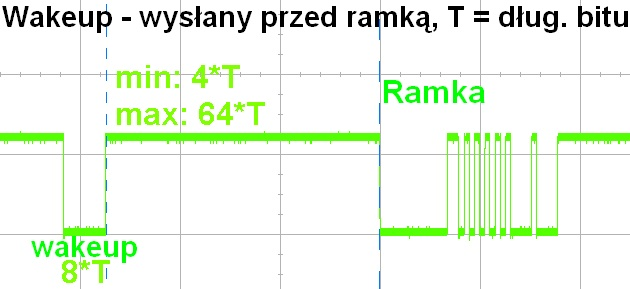
Dependències de temps per a Wakeup a LIN.

LIN és una xarxa en sèrie de difusió que consta de 16 nodes (un mestre i normalment fins a 15 esclaus).
Tots els missatges són iniciats pel mestre amb com a màxim un esclau responent a un identificador de missatge determinat. El node mestre també pot actuar com a esclau responent als seus propis missatges. Com que totes les comunicacions són iniciades pel mestre, no és necessari implementar una detecció de col·lisions.
El mestre i els esclaus solen ser microcontroladors, però es poden implementar en maquinari especialitzat o ASIC per tal d'estalviar costos, espai o energia.
Els usos actuals combinen l'eficiència de baix cost de LIN i sensors senzills per crear xarxes petites. Aquests subsistemes es poden connectar mitjançant una xarxa troncal (és a dir CAN als cotxes).
LIN no és un reemplaçament complet del bus CAN. Però el bus LIN és una bona alternativa allà on els costos baixos són essencials i la velocitat/amplada de banda no és important. Normalment, s'utilitza dins de subsistemes que no són crítics per al rendiment o la seguretat del vehicle; a continuació es donen alguns exemples.
| Segments d'aplicació | Exemples específics d'aplicació LIN                                                                                    |
| -------------------- | --- |
| Sostre               | Sensor, sensor de llum, control de llum, sostre solar                                                                  |
| Volant               | Control de creuer, eixugaparabrises, llum de gir, control de clima, ràdio, bloqueig de rodes                           |
| Seient               | Motors de posició del seient, sensors d'ocupants, panell de control                                                    |
| Motor                | Sensors, petits motors, motors de ventilador de refrigeració                                                           |
| Reixa                | Obturador de reixeta                                                                                                   |
| Clima                | Motors petits, panell de control                                                                                       |
| Porta                | Mirall, ECU central, interruptor de mirall, elevador de finestres, interruptor de control del seient, pany de la porta |
| Il·luminació         | Millora de l'acabat del vehicle, plaques d'ampit il·luminades amb LED RGB                                              |